# Christian Pollas
| Odkryte planetoidy: 26 | Odkryte planetoidy: 26 | Odkryte planetoidy: 26 |
| ---------------------- | ---------------------- | ---------------------- |
| (4179) Toutatis        | 4 stycznia 1989        |                        |
| (5164) Mullo           | 20 listopada 1984      |                        |
| (7296) Lamarck         | 8 sierpnia 1992        |                        |
| (8009) Béguin          | 25 stycznia 1989       |                        |
| (9950) ESA             | 8 listopada 1990       |                        |
| (14015) Senancour      | 16 stycznia 1994       |                        |
| (14016) Steller        | 16 stycznia 1994       |                        |
| (16403) 1984 WJ1       | 20 listopada 1984      |                        |
| (16674) Birkeland      | 16 stycznia 1994       |                        |
| (17562) 1994 BG4       | 16 stycznia 1994       |                        |
| (19241) 1994 BH4       | 16 stycznia 1994       |                        |
| (29311) Lesire         | 16 stycznia 1994       |                        |
| (30936) Basra          | 16 stycznia 1994       |                        |
| (30937) Bashkirtseff   | 16 stycznia 1994       |                        |
| (30938) Montmartre     | 16 stycznia 1994       |                        |
| (30939) Samaritaine    | 16 stycznia 1994       |                        |
| (32772) 1986 JL        | 11 maja 1986           |                        |
| (37644) 1994 BN3       | 16 stycznia 1994       |                        |
| (42501) 1992 YC        | 17 grudnia 1992        |                        |
| (42521) 1994 BO3       | 16 stycznia 1994       |                        |
| (43846) 1994 BL3       | 16 stycznia 1994       |                        |
| (48564) 1994 BL3       | 16 stycznia 1994       |                        |
| (52413) 1994 BF4       | 16 stycznia 1994       |                        |
| (65679) 1989 UQ        | 26 października 1989   |                        |
| (136745) 1995 WL8      | 29 listopada 1995      |                        |
| (173134) 1994 YP2      | 27 grudnia 1994        |                        |
| 1.                     |                        |                        |

Christian Pollas (ur. 1947) – francuski astronom.
Odkrył 26 planetoid (10 samodzielnie oraz 16 wspólnie z Erikiem Elstem) oraz około stu supernowych. W uznaniu jego pracy jedną z planetoid nazwano (4892) Chrispollas.